# Бесерреа
Бесерреа (гал. Becerreá, ісп. Becerreá) — муніципалітет в Іспанії, у складі автономної спільноти Галісія, у провінції Луго. Населення — 3250 осіб (2009).
Муніципалітет розташований на відстані близько 400 км на північний захід від Мадрида, 36 км на південний схід від Луго.
Муніципалітет складається з таких паррокій: Агуейра, Арместо, Бесерреа, Кадоалья, Каскалья, О-Серейшаль, Крусуль, Феррейрос-де-Вальбоа, Фонтарон, Фурко, Гільфрей, Гільєн, Лібер, Морсельє, Оусельє, Оусон, Пандо, Пенамайор, Кінта-де-Канселада, Севане, Тортес, Вейга, Вілача, Вілаїс, Віламане, Вілоута.

## Демографія
Динаміка населення (INE ):

## Галерея зображень

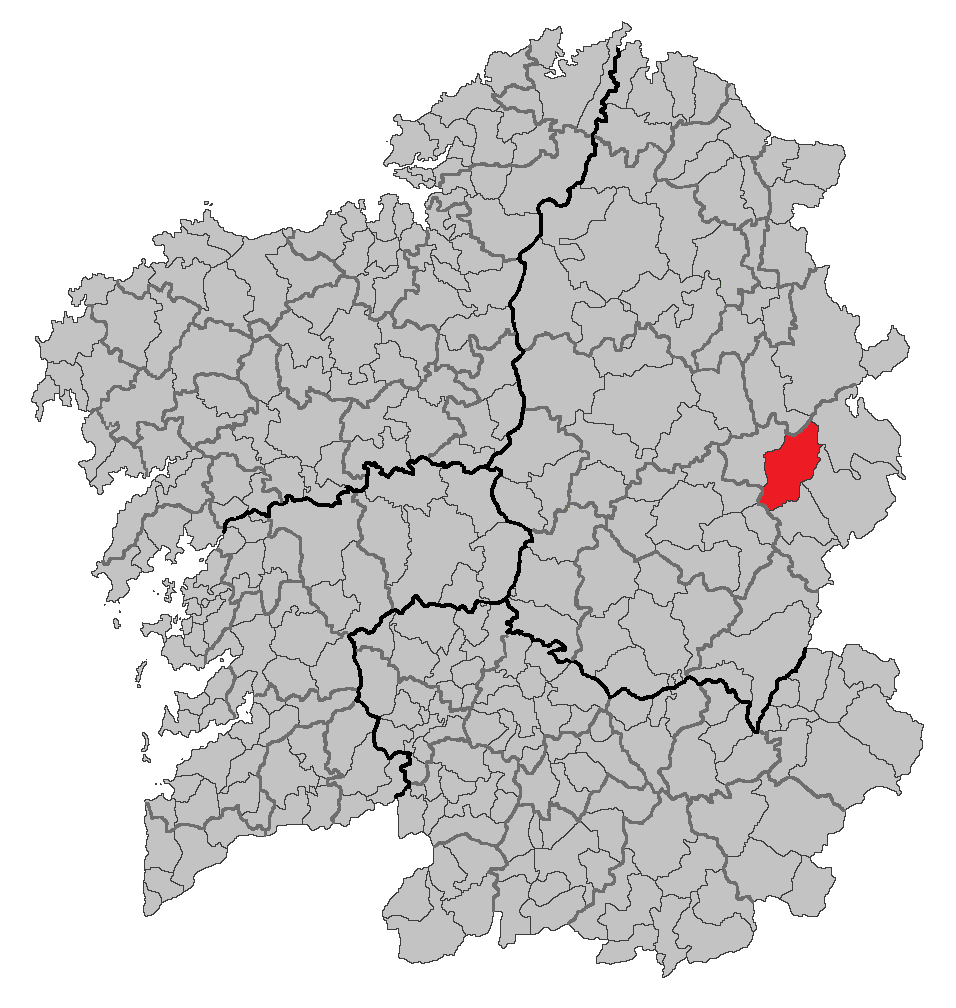
Розташування муніципалітету

## Парафії
Муніципалітет складається з таких парафій: 

## Релігія
Бесерреа входить до складу Лугоської діоцезії Католицької церкви.